# Let There Be Rock (International)
Let There Be Rock er den tredje internationale udgivelse af det australske hårde rock band AC/DC som blev udgivet i juni 1977. Alle sange blev skrevet af Angus Young, Malcolm Young, og Bon Scott.
Albummet blev oprindeligt udgivet gennem Atlantic Records, hvor det solgte over 2 millioner eksemplarer i USA. Let There Be Rock blev genudgivet i 2003 som en del af AC/DCs kvalitetsforbedret serier. 

## Spor
1. "Go Down" – 5:18 (vinyl), 5:31 (CD)
2. "Dog Eat Dog" – 3:34
3. "Let There Be Rock" – 6:06
4. "Bad Boy Boogie" – 4:27
5. "Problem Child" – 5:24
6. "Overdose" – 6:09
7. "Hell Ain't a Bad Place to Be" – 4:21
8. "Whole Lotta Rosie" – 5:24

- Alle sangene er komponeret af Angus Young, Malcolm Young, og Bon Scott.
- De fleste CDer har denne sporliste sammen med en kortere version af "Go Down".
- Spor 5 ("Problem Child") blev originalt udgivet på albummet Dirty Deeds Done Dirt Cheap i 1976. Dette er dog i modsætning til den originale en forkortet version.
- Til den originale udgivelse af vinylen var sangen "Crabsody In Blue" med i stedet for "Problem Child," med undtagelse af de amerikanske og japanske vinylversioner.

## Musikere
- Bon Scott – Vokal
- Angus Young – Lead guitar, Rytme guitar, bagvokal
- Malcolm Young – Rytme guitar, Lead guitar, bass guitar, bagvokal
- Mark Evans – Bass guitar, bagvokal
- Phil Rudd – Trommer, bagvokal

## Placering på hitlister
Album – Billboard (Nordamerika)
| År   | Hitliste   | Placering |
| ---- | ---------- | --------- |
| 1977 | Pop Albums | 154       |